# Liste der Bodendenkmäler in Emtmannsberg
Auf dieser Seite sind die Bodendenkmäler in der oberfränkischen Gemeinde Emtmannsberg zusammengestellt. Diese Tabelle ist eine Teilliste der Liste der Bodendenkmäler in Bayern. Grundlage ist die Bayerische Denkmalliste, die auf Basis des Bayerischen Denkmalschutzgesetzes vom 1. Oktober 1973 erstmals erstellt wurde und seither durch das Bayerische Landesamt für Denkmalpflege geführt wird. Die folgenden Angaben ersetzen nicht die rechtsverbindliche Auskunft der Denkmalschutzbehörde.

## Bodendenkmäler in Emtmannsberg
| Lage       | Objekt | Akten-Nr.     | Bild |
| ---------- | --- | ------------- | ---- |
| (Standort) | Grabhügel vorgeschichtlicher Zeitstellung. | D-4-6035-0036 |      |
| (Standort) | Grabhügel vorgeschichtlicher Zeitstellung. | D-4-6035-0037 |      |
| (Standort) | Abgegangene mittelalterliche Burg. (Burg Bühl) | D-4-6035-1040 |      |
| (Standort) | Warte des Mittelalters und der frühen Neuzeit. | D-4-6035-1083 |      |
| (Standort) | Grabhügel vorgeschichtlicher Zeitstellung. | D-4-6135-0009 |      |
| (Standort) | Mittelalterlicher Turmhügel. (Turmhügel Emtmannsberg) | D-4-6135-0010 |      |
| (Standort) | Vorgängerbau sowie Befunde des Mittelalters und der frühen Neuzeit im Bereich der evangelisch-lutherischen Pfarrkirche St. Bartholomäus von Emtmannsberg. | D-4-6135-0011 |      |
| (Standort) | Grabhügel vorgeschichtlicher Zeitstellung. | D-4-6135-0013 |      |
| (Standort) | Befunde der frühen Neuzeit im Bereich des ehemaligen von Stein’schen Schlosses in Emtmannsberg                                                            | D-4-6135-0072 |      |
| (Standort) | Vorgängerbau sowie Befunde des Mittelalters und der frühen Neuzeit im Bereich der evangelisch-lutherischen Pfarrkirche Hl. Veronika von Birk.             | D-4-6136-0018 |      |